# Драган Ћирјанић
Драган М. Ћирјанић (Београд, 1954) српски je филмски и телевизијски редитељ, сценариста, уредник и писац.
Познат је по документарним филмовима и серијама који се баве српском, балканском и евроазијском традицијом.

## Биографија
Родио се у Београду, где је завршио Математичку гимназију. Дипломирао је на Факултету драмских уметности у Београду 1983. године, на катедри за филмску и ТВ режију.
Од 1987. године ради на Телевизији Београд у многим редакцијама и у разним телевизијским формама, а највише у Општеобразовној и Документарној редакцији, где се бави темама српске и европске традиције. Сада је запослен као уредник–редитељ Oбразовно–научне редакције РТС. Боравио је у Сједињеним Америчким Државама на студијском путовању од 1989. до 1993. године.
Са Драгошем Калајићем радио серију „Мон Блан“ (1996–1997). Међу радовима за телевизију истичу се и „Солидарност самураја“, „Владимир Ћоровић“, „ Инкиостри“, циклус филмова о руској белој емиграцији „Руски бели неимари“ и „Ми, кадети, ми, деца Русије“, серија о Милану Кашанину, „Оче наш, где си?“ о судбини сликара Бранка Поповића, „Како волети реку“, „Троицкосавск — Кјахта Саве Владиславића“, „Божански сјај Миланковићевог канона“...
Са дугометражним документарним филмом „Троицкосавск — Кјахта грофа Саве Владиславића“ учествовао на фестивалу „Литература и кино“ у Санкт Петербургу (Гатчина) 2015. а позван је и у званичну селекцију фестивала „Златни витез“ у Москви. Документарни филм „Благодатни огањ, победа вере“ приказан је и на руској „ЦарТВ”.
Припрема играну серију о Милутину Миланковићу, као и филм о грофу Сави Владиславићу.
Сарадник је више часописа у којима пише о разним темама из уметности, духовности и историје. Живи и ради у Београду. Члан је Удружења филмских уметника Србије.

## Филмографија (избор)
- Вереница (1982)
- Лотреамон (1987)
- Како волети реку (1988), специјална награда на Prix Italia 1989.
- Трибалске гривне (1995), фестивал у Нансију, Француска
- Пут оца Тадеја (1996), серија, 1-3
- Знаменити Срби — Владимир Ћоровић (1998)
- Мокрогорско свето горје (1998)
- Сеоска архитектура, између стварног и могућег (1998)
- „Руски бели неимари” (2001), серија, 1-4. Прва епизода, Друга епизода, Трећа епизода и Четврта епизода, 2001
- Звона храма Св. Саве (2002)
- Остарела Стара планина (2002)
- Сенке Плавинца (2003)
- Тихи човек из Љубиша (2004)
- Небо припада нама (2004)
- У сазвежђу великана — Милутин Миланковић (2005)
- Достојанство и нада (2006)
- Драгутин Медењак Инкиостри — један српски стил (2006)
- „Ми кадети, ми деца Русије” (2006-2011), серија од три емисије: 1. Ми кадети, ми деца Русије (2006), 2. Ходочасници (2009), 3. И један војник чини војску (2011)
- Небо нас ипак спаја (2007)
- Солидарност самураја (2007)
- Воде свете и воде проклете (2007), фестивал у Техерану
- Очински дом Милутина Миланковића (2007)
- Кнез Павле — кобни 27. март (2008)
- Миланковић — per sempre (2009)
- „Милан Кашанин” (2009), серија: 1. Милан Кашанин - конзервативни револуционар, 2. Сјај средњег века 3. Музеј кнеза Павла, и 4. Музеј кнеза Павла - епилог
- Мерзост и сјај (2009)
- Оче наш, где си? (2010)
- Троицкосавск — Кјахта Саве Владиславића, РТС Образовно-научни програм — званични канал на Јутјубу (2013)
- Тајна једне некрополе (2015)
- Милева Марић — Једна тајна (2015)
- Благодатни огањ, победа вере (2016). Емитовано и на ЦАР ТВ, Русија
- „Старо српско писано наслеђе: Богородичина црква у Земуну”, Први део и Други део (2016)
- Пакао Независне Државе Хрватске 1, Музеј жртава геноцида — званични канал на Јутјубу, Београд (2016)
- Божански сјај Миланковићевог канона (2017). РТС Образовно–научни програм — званични канал на Јутјубу
- Пупинова бајка (2017)
- Звона Саве Лозанића (2017),[4][5] РТС Образовно–научни програм — званични канал на Јутјубу. Чланак о филму: Звона Саве Лозанића

## Огледи и други текстови (избор)
- „Кућа старија од себе саме“, у књизи Београд, град тајни, 2004.
- „Курцио Малапарте, тај проклети Тосканац“, магазин Водич за живот, објављено и у Е-нација, 2005.
- „Рат и љубав Дрије ла Рошела“, магазин Водич за живот, 2011.
- Беседа за Драгошдан, Југословенска кинотека, Београд, 6. децембар 2012.
- „Sava Vladislavić Returned Home (On St. Sava Day, In Herceg-Novi, consecrated the monument to a famous count)“, Serbia, national review/Србија, национална ревија, Београд, 2014, бр. 42.
- „С Државом у срцу: Гроф Сава Владиславић (1668-1738), царски саветник и поверљиви дипломата Петра Великог, најмоћнији Србин XVIII века“, Нација, Београд, 3. октобар 2015.
- „Легенда о Селину Величанственом“ (Уз „Багателе за један покољ”, у издању „Укроније”), Нација, Београд, 5. новембар 2015.
- „Драгош Калајић, човек који је у ноћи Европе био будан“, Нови стандард, 23. новембар 2015. (предговор за обновљено издање књиге "Смак света" Драгоша Калајића)
- „Дворови светлости Драгоша Калајића (поводом ретроспективне изложбе слика у галерији РТС-а)“, Нација, Београд, 4. јул 2016.
- „Познати глас из великих даљина: Милан Кашанин (1895-1981), конзервативни револуционар у култури и посвећеник у кодове српског златног средњовековља“, Нација, Београд, 8. август 2016.
- „Обред за Сунцоврат (У Новом Милошеву, у Банату, мала ноћна галерија)“, Нација, Београд, 26. јануар 2017.

## Награде и признања
- Специјална награду жирија на ТВ фестивалу Prix Italia, Перуђа, за филм „Како волети реку“, 1989.
- Специјално признање фестивала Бдење душе у Сремским Карловцима, за филм „Оче наш, где си?“, 2011.
- Признање "Бдење Јакова Орфелина" фестивала Бдење душе у Сремским Карловцима, за филм „Звона Саве Лозанића”, 2017.